# نور العمری
نور العمری (انگلیسی: Noor Al-Ameri؛ زادهٔ ۱۲ ژانویهٔ ۱۹۹۴) تیرانداز زن اهل عراق است. وی در بازی‌های المپیک تابستانی ۲۰۱۲ شرکت کرده‌است.